# Orsago
Orsago – miejscowość i gmina we Włoszech, w regionie Wenecja Euganejska, w prowincji Treviso.
Według danych na rok 2004 gminę zamieszkiwało 3597 osób, 359,7 os./km².
W miejscowości jest przystanek kolejowy Orsago.